# リード・アンド・シグリスト R.S.1
リード・アンド・シグリスト R.S.1
G-AEOD（1939年5月）
- 用途：練習機
- 設計者：W/Cdr George Lowdell
- 製造者：リード・アンド・シグリスト
- 運用者：イギリス空軍（予定）
- 初飛行：1939年初め
- 生産数：1機
- 運用開始：1939年

リード・アンド・シグリスト R.S.1（Reid and Sigrist R.S. 1）は、第二次世界大戦中に開発されたイギリスの双発3座の高等練習機である。

## 設計と開発
レスター デスフォードのリード・アンド・シグリスト社は戦間期の主要な計器製造会社であり、特に航空計器に特化したことで1937年にはニュー・モールデンにあるサリー工場に航空部門を設立することになった。最初の製品は2基のデ・ハビランド ジプシー・シックスII II (205 hp, 152 kW)エンジンを搭載した特徴のある双発の高等練習機であった。主に木製構造（機体尾部の表面は羽布張り）の胴体/主翼を合板外皮で覆った保守的な中翼配置の尾輪式降着装置を持つ機体で、3名が搭乗するコックピットはスライド式キャノピーを持つ当時の訓練方法の流行に合ったものであった。前部コンパートメントに操縦士と通信士/航法士が、その背後に後方向きの銃手が座る、機関銃1丁を装備した軽爆撃機仕様も提案された。

## 運用の歴史
機体記号G-AEODの試作機は1936年10月9日にリード・アンド・シグリスト社のテストパイロットのジョージ・E・ロウデル（George E. Lowdell）操縦で初飛行を行った。R.S.1は製作中に工場従業員から「スナーガッシャー」（"Snargasher"）という奇抜な名前を付けられ（この名前は後に正式名称とされたが、「内輪ねた」以上の意味は無かった）、1939年5月15日に王立航空協会のヒースロー・ガーデン・パーティー（Heathrow Garden Party）で初めて公開され、6月3日には耐空証明が発行された。
リード・アンド・シグリスト社がボールトンポール デファイアントとホーカー ハリケーンの組み立てと修理の契約により戦時の技術開発と生産に携わるようになると、この機体の開発は中止された。R.S.1の唯一の試作機は1944年に破損するまで民間の機体記号を付けたまま塗装を緑/茶の迷彩塗装に変更してリード・アンド・シグリスト社の連絡機として使用された。この時点でより限定的な戦争終了後の使用を意図したR.S.3 "デスフォード"の開発が始まった。

## 要目 (R.S.1)
出典: 
諸元
- 全長: 7.72 m （25 ft 4 in）
- 全高:  （8 ft, 11 in）
- 翼幅: 11.07 m（36 ft 4 in）
- 翼面積:  （212 ft 2）
- 運用時重量: 2,222 kg （4,900 lb）
- 動力: デ・ハビランド ジプシー・シックスII シリーズII 直列6気筒 空冷エンジン、 （205 hp）   × 2

性能
- 最大速度: 330 km/h  205 mph
- 巡航速度:   190 mph
- 失速速度:   65 mph（fully loaded）
- 航続距離:   900 miles（190 mphで）
- 実用上昇限度:  （24,000 ft）